# 15146 Halpov
15146 Halpov este un asteroid din centura principală de asteroizi.

## Descriere
15146 Halpov este un asteroid din centura principală de asteroizi. A fost descoperit pe 11 martie 2000 la Stația Anderson Mesa în cadrul programului LONEOS. El prezintă o orbită caracterizată de o semiaxă mare de 2,84 ua, o excentricitate de 0,07 și o înclinație de 3,0° în raport cu ecliptica.